# Heinrich Mohaupt
Wolfdieter Hans-Jochem Mohaupt, genannt Heinrich Mohaupt, in den USA Henry (Hans) Mohaupt (* 16. August 1915 in Egg ZH; † 20. Mai 2001 in Santa Barbara) war ein schweizamerikanischer Erfinder. Er erkannte als einer der ersten den Wert des Auskleidungseffekts bei Hohlladungen. Die Ausnutzung dieses Effekts führte zur Entwicklung von neuartiger panzerbrechender Munition im Zweiten Weltkrieg. Danach setzte er seine Erfindertätigkeit auf dem Gebiet der Erdöl- und Erdgasförderung fort.

## Leben

### Kindheit und Ausbildung
Heinrich Mohaupt wurde am 16. August 1915 in Egg ZH geboren. Seine Eltern waren Flora Mathilde und Berthold Mohaupt. Heinrich hatte eine vier Jahre ältere Schwester, die Deziré Liselotte. Berthold Mohaupt war in Breslau in Deutschland geboren; er wurde mit seinen beiden Kindern am 30. Mai 1918 eingebürgert. Die Familie wechselte in Heinrichs Kindheit mehrmals den Wohnort: Egg ZH (bis 1915), Cham ZG (1916), Höngg (1917–1920) und dann Zürich.
Nach der Sekundarschule absolvierte Mohaupt eine Berufsausbildung zum Elektromechaniker in Zürich. Die obligatorische Grundausbildung (Rekrutenschule) in der Schweizer Armee leistete er 1935 ab. 1936 schrieb er sich am Institut Minerva in Zürich in die Maturitätsklasse ein. Im Dezember 1936 musste Mohaupt wegen gesundheitlichen und finanziellen Problemen den Schulbesuch abbrechen. Er nahm eine Arbeit als technischer Chemiker auf.

### Hohlladung für das Militär
Mohaupts Interesse galt Sprengstoffen, mit denen er in seinem Labor in Zürich experimentierte. Sein erstes Patent über ein Herstellungsverfahren von Nitroglycerin meldete er am 5. August 1935 an.
Im Spätjahr 1935 beobachtete Mohaupt bei einem Sprengstoffversuch die Wirkung der Hohlladung mit metallischer Auskleidung: die Hohlladung fokussiert die Sprengenergie und verformt die metallische Auskleidung zu einem sehr schnellen Strahl aus Metall, welcher ein Hindernis durchschlägt. Mohaupt erkannte das Potential seiner Entdeckung, denn er stellte mehrere Anträge, um Sprengstoffe zu kaufen sowie in größerem Maßstab Versuche durchführen zu dürfen, mit der Begründung, seine Erfindung der Schweizer Armee anbieten zu wollen. Damit war er möglicherweise etwas früher als der Österreicher Franz Rudolf Thomanek, der diesen Effekt am 4. Februar 1938 an der Luftfahrtforschungsanstalt in Braunschweig beobachtete und ebenfalls das Potential für militärische Anwendungen erkannte. Allerdings ist das Datum von Mohaupts Entdeckung umstritten. Während sich bei Thomanek die Ereignisse durch Dokumente gut belegen lassen, ist man bei Mohaupt nur auf seine 1966 retrospektiv verfassten Berichte angewiesen. Wegen der beschränkten Diagnosemittel war es für Mohaupt zunächst schwierig, seine Entdeckung gänzlich zu verstehen; einige seiner frühen Entwürfe zeigen Anordnungen, welche die Erzeugung des Metallstrahls behindern würden.
Auf Wunsch der kriegstechnischen Abteilung der Schweizer Armee demonstrierte Mohaupt am 16. September 1938 die Wirkung seiner Erfindung. Da noch kein Patent ausgestellt war, durfte Mohaupt keine Details verraten. Die Schweizer Behörden waren aber nicht an Mohaupts Erfindung interessiert; sie gingen davon aus, dass sich nur Wuchtgeschosse aufgrund der hohen kinetischen Energie als Panzerabwehrwaffe eignen.
Ende 1937 erfuhr das Vereinigte Königreich von Mohaupts Versuchen; im Frühjahr 1939 kam es in Zürich zur Vorführung vor Vertretern des britischen Royal Arsenals. Die Briten vermuteten den schon bekannten Hohlladungseffekt hinter der Erfindung, daher erschien ihnen die von Mohaupt geforderte Lizenzgebühr als zu hoch. Sie beendeten die Verhandlungen, dennoch trieben sie eigene Forschungen auf dem Gebiet voran.
Im Januar 1939 hatten die USA über militärische Kanäle von Mohaupts Versuchen erfahren; im Juli kam es auch zu Schriftwechsel, aber auch die USA waren nicht bereit, die geforderten $25.000 zu zahlen.
Heinrich sowie sein Vater Berthold, der ebenfalls Erfinder im Munitionsbereich war, hatten Verbindungen zum französischen Waffeningenieur und Unternehmer Edgar Brandt. Am 26. Oktober 1939 verließ Heinrich Zürich, um seinem Vater Richtung Paris zu folgen. Nach mehreren Anläufen gelang den beiden Mohaupts mit Brandts Unterstützung die Anerkennung des am 9. November 1939 unter der Nummer FR919818 eingereichten Patents. Als Gegenleistung bekam Brandt exklusive Rechte, um das Patent in Frankreich zu vermarkten. Ab Oktober 1939 fanden vielversprechende Versuche und Weiterentwicklungen statt. Demonstrationen der entwickelten Gewehrgranaten fanden am 18. Februar 1940 in Bourges und am 10. Juni 1940 in Satory bei Versailles statt. Nach dem Zusammenbruch des französischen Widerstands im deutschen Westfeldzug und dem Abschluss des Waffenstillstands von Compiègne am 22. Juni 1940 wurden Versuche und Produktionsvorbereitungen in die unbesetzte Zone nach Pau verlegt. Das Vichy-Regime gestattete Brandt, die Entwicklung mit den Amerikanern zu teilen.

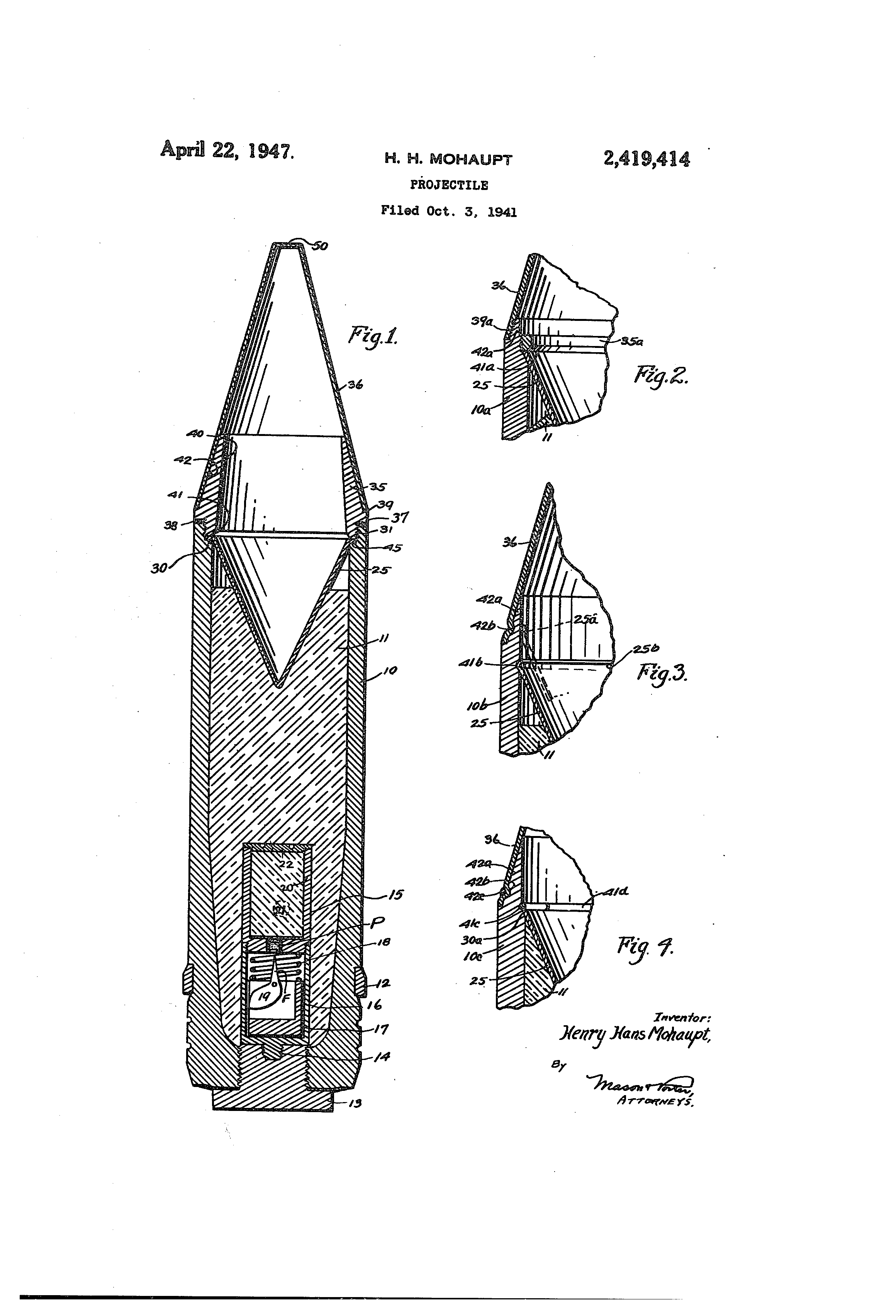
Geschoss mit Hohlladung, Mohaupts Patent von 1941

Mohaupt sollte die Entwicklung in den USA weiter treiben, doch er musste erst eine Zeit lang in Portugal warten, bis seine Einreisepapiere fertig waren. Am 18. Oktober 1940 kam er schließlich in den USA an. Kurz nach seiner Einreise fand eine Demonstration auf dem Aberdeen Proving Ground statt. Der einige Wochen früher eingereiste französische Abgesandte Paul Delalande konnte diese im Vorfeld organisieren. Die Sprengladungen wurden von dem Chemiekonzern DuPont hergestellt, der von da an eine wichtige Rolle in Entwicklung und Produktion von Hohlladungen spielen sollte. Nachdem Mohaupt seine Granaten vorgeführt hatte, waren die USA bereit, sich die Rechte zu sichern. Als Mohaupt das Prinzip offenlegte, argumentierten die USA, dass der Hohlladungseffekt an sich bereits bekannt war. Man einigte sich auf eine deutlich geringere Lizenzgebühr.
Die von Mohaupt angebotene 30-mm-Gewehrgranate konnte etwa 5 cm Panzerstahl durchschlagen. Auf dieser Grundlage entwickelte die Army die 60-mm-Gewehrgranate M10 mit etwa 10 cm Durchschlagsleistung. Die Anfang 1941 entwickelte M10 war jedoch mit über 700 Gramm so schwer, dass sie beim Abschuss das Gewehr beschädigte und den Schützen gefährdete. Zufällig wurde parallel zu der M10 von der Army ein tragbarer Raketenwerfer entwickelt. Die M10 als Gefechtskopf mit Raketenantrieb und der Raketenwerfer erwiesen sich als eine wegweisende Kombination und wurden als Bazooka bekannt.
Am 4. Juni 1941 bekam das Projekt einen hohen Geheimhaltungsgrad, sodass Mohaupt als Ausländer nicht mehr direkt daran teilnehmen durfte. Da der Wissenstransfer schon größtenteils erfolgt war, hatte das für das Projekt keine gravierenden Auswirkungen. Mohaupt war dennoch darüber hinaus als Berater für die Army tätig. Unabhängig forschte er weiter an verschiedenen Konfigurationen der Hohlladung und der Einlage. Mohaupt ließ sich 1942 die erreichten Verbesserungen patentieren. Er nahm die US-amerikanische Staatsbürgerschaft an und diente vom 28. Mai 1943 bis zum 15. Mai 1945 mit einem besonderen Vertrag in der US-Army, welcher ihm erlaubte, bei DuPont zu arbeiten.

### Erdöl- und Erdgasindustrie
Nach Kriegsende ging er für kurze Zeit nach Europa und arbeitete nach seiner Rückkehr für die United States Navy. Im Oktober 1946 wurde Mohaupt Anteilseigner des Unternehmens Well Explosives Company (1948 in Welex Jet Services umbenannt) und zog von Washington, D.C. nach Fort Worth um. Dort versuchte er die Perforation von Erdöl- und Erdgasbohrungen mittels Hohlladungen zu verbessern. Die Perforation erlaubt den Zutritt des zu fördernden Rohstoffs aus der Quelle in die ansonsten abgedichtete Bohrung. Das Verfahren war erfolgreich und setzte sich durch.
Mohaupt verkaufte 1954 seine Welex-Firmenanteile und widmete sich anderen Anwendungen bei der Bohrlochstimulation. Er war Präsident von Petroleum Tool Research, Inc. und vermarktete ein neues Verfahren unter der Bezeichnung Vibro-Frac. Das von ihm 1980 gegründete Unternehmen Servo-Dynamics entwickelte als Dynamic Gas Pulse Loading (DGPL) und STRESSFRAC bezeichnete Verfahren im Bereich des High Energy Gas Fracturing.

### Privatleben
Kurz nach Kriegsende heiratete Mohaupt Hazell White; die Ehe wurde schon 1946 wieder geschieden. Von ca. 1947 bis 1950 war er in Fort Worth, Texas, wohnhaft, wo er seine zweite Frau Barbara heiratete. Von 1951 bis 1957 lebte er in Pasadena und ab 1959 an in Santa Barbara, wo er am 20. Mai 2001 starb.